# Pigiama party (film)
Pigiama party (Pajama Party) è un film del 1964 diretto da Don Weis ed interpretato da Tommy Kirk e Annette Funicello.  Questo è il quarto di una serie di sette beach films prodotti dalla American International Pictures. Gli altri film di questa serie sono Vacanze sulla spiaggia (1963), Muscle Beach Party (1964), Bikini Beach (1964), Una sirena sulla spiaggia (1965), How to Stuff a Wild Bikini (1965) e Il castello delle donne maledette (1966).
Questo quarto film non è sempre stata considerato un seguito dei tre film che l'hanno preceduto. Diverse fonti hanno notato, tuttavia, che sebbene non sia propriamente un sequel, fa effettivamente parte di quella che ora viene definita la serie Beach Party dell'AIP. Inoltre, la AIP lo ha commercializzato come un sequel nel suo trailer, affermando "The Bikini Beach Party Gang is Warming Up! – For the ‘Party’ that Takes Off – Where others Poop Out!" e "All the ‘Beach Party’ Fun ... in Pajamas!"
Ulteriori collegamenti che legano questo film agli altri sono il ritorno di Eric von Zipper e il suo Rat Pack (che in precedenza era apparso in Vacanze sulla spiaggia e Bikini Beach) e il ritorno di Candy Johnson come Candy per la quarta volta in altrettanti film.
Frankie Avalon, Don Rickles, Annette Funicello, Jody McCrea e Donna Loren compaiono tutti nuovamente (anche se con i cambi di nome del personaggio - non la prima volta che succede nella serie, né l'ultima); Susan Hart fa la prima delle tre apparizioni nel marchio AIP del genere; Buster Keaton fa la prima di quattro apparizioni e Bobbi Shaw fa la prima apparizione di cinque. Inoltre, diversi attori in questo film (Patti Chandler, Mary Hughes, Johnny Fain, Mike Nader, Salli Sachse, Luree Holmes, Ronnie Dayton, Ed Garner, Ray Atkinson, Linda Benson e Laura Nicholson) appaiono anche in tre o più film nel marchio AIP del genere.

## Trama
Un giovane ufficiale dell'intelligence del pianeta Marte di nome Go-Go viene inviata sulla Terra con il compito di preparare la strada per un'invasione marziana. Fin dall'inizio, incontra problemi. Il power-pack che indossa sulla schiena non funziona correttamente e viene sospeso a diversi piedi da terra. Tuttavia, viene salvato dal primo terrestre che incontra, zia Wendy, un'eccentrica vedova. Il suo vicino ombroso, J. Sinister Hulk - insieme a Chief Rotten Eagle e alla sua partner la bomba sexy svedese Helga - escogitano un piano per separare la zia Wendy dalla sua eredità da un milione di dollari.
Una sottotrama coinvolge una banda di motociclisti guidata da Eric von Zipper, un delinquente di mezza età con la giacca di pelle e un odio irrazionale per le ragazze formose e i loro fidanzati surfisti. Uno di questi personaggi, Connie, ha una cotta per un giocatore di volleyball chiamato Big Lunk. Inspiegabilmente, egli risponde con disinteresse. Quindi Connie trasmette alcuni segnali sottili verso Go-Go e riceve il messaggio. Ma più tardi, quando scopre che Go-Go è un ostile esploratore marziano, fa il broncio e interrompe il tutto.
Nel frattempo, Go-Go teletrasporta una squadra di marziani dal Pianeta Rosso, ma è emotivamente depresso per l'assenza di Connie. Nel corso di un pigiama party, egli cambia idea, aiuta a salvare la Terra dall'essere invasa e può così vivere felicemente insieme a Connie.

## Produzione
Il famoso animatore Joseph Barbera scrisse una commedia romantica che debuttò sul palco a Los Angeles nel 1952 intitolata The Maid and the Martian. Essa narrava la storia di Captain Derro, uno scout di Marte, che si reca sulla Terra per aiutare a pianificare un'invasione, ma si innamora di una ragazza della Terra. Il Los Angeles Times ha affermato che lo spettacolo "ha elementi forti e potrebbe persino andare a Broadway... purché acquisisca maggiore completezza nella trama e nella situazione." La produzione è stata diretta da Gordon Hunt ed interpretata da Pat Priest e ha funzionato con successo per sette settimane. L'opera teatrale è stata ripresa nel 1954 con James Arness come protagonista.
Nel 1961 la AIP annunciò che avrebbero realizzato The Maid and the Martian da una sceneggiatura di Al Burton e Gordon Hunt, basata sull'opera teatrale. Stanley Frazen doveva essere il produttore. Tuttavia, nessuna di queste persone è accreditata su Pagiama party nonostante la trama condivida forti somiglianze con il film finale. Annette Funicello ha anche registrato una canzone allegra intitolata "The Maid and the Martian" per il suo album Vista "Pajama Party", portando molti a concludere che il film e la commedia erano chiaramente la stessa cosa.

### Sceneggiatura
Questo è stato il primo film a cui Louis M Heyward ha lavorato per AIP. Ha scritto la sceneggiatura in due settimane, dicendo che ha cercato di farlo come un cartone animato "e se lo guardi, è fatto quasi con tagli di cartone, in quattro strisce." Heyward affermò che il film era puntato fermamente sulla fascia demografica dai 15 ai 25 anni. "Questi giovani hanno i numeri, il potere d'acquisto e la discriminazione per realizzare o distruggere qualsiasi prodotto cinematografico."
Heyward ha continuato a scrivere diversi altri film per lo studio, diventando per loro un dirigente.

### Regia
Pigiama party è uno dei due soli film della serie Beach Party non diretto da William Asher. Pigiama party e Il castello delle donne maledette sono stati entrambi diretti da Don Weis.

### Cast
Frankie Avalon appare nel film in tutte le scene con Don Rickles, ma solo la parte posteriore della testa di Avalon è vista fino agli ultimi momenti. Durante l'intera serie Beach Party, questa è stata l'unica volta in cui Donna Loren è stata vista in un ruolo da protagonista.
Il figlio della giornalista sindacale Dorothy Kilgallen, Kerry Kollmar, ha un ruolo ricorrente nel film come un ragazzino che dichiara disgustosamente "Mush!" ogni volta che spia l'amore in azione. La stessa Kilgallen, la cui rubrica di giornali non era accessibile a Los Angeles e che era meglio conosciuta lì come panelist di uno show televisivo, ha un piccolo cameo come una donna che cade sulla motocicletta di JD durante la sequenza di inseguimenti in auto. Si presenta dicendo: "Il mio nome è Dorothy - qual è il tuo?"
Cheryl Sweeten, che era la Miss Colorado del 1963 e interpretava Francine in questo film, realizzò solo questo film, ma ricevette importanti fatture nei titoli di coda.
Questo è stato il primo film che Susan Hart ha realizzato per la AIP con il suo contratto di quattro film con lo studio. Era una delle numerose giovani protagoniste del film che avevano un accordo a lungo termine con la AIP, le altre erano Donna Loren, Bobbi Shaw, Cheryl Sweeten, Mary Hughes, Michael Nader ed Edward Garner.
È stato anche il primo film di Buster Keaton realizzato per la AIP. Louis M Heyward affermò che il casting di Keaton è stata una sua idea in quanto avevano lavorato insieme in precedenza al The Faye Emerson Show. e il primo film per Bobbi Shaw, interpretando il partner di Keaton.
È stato anche il primo film realizzato da Tommy Kirk per la AIP.
Dorothy Lamour fa la sua ultima apparizione musicale in un film, cantando "Where Did I Go Wrong?"

### Coreografia
Le danze per questo film sono state coreografate da David Winters di Shindig! e Hullabaloo. Teri Garr e Toni Basil erano entrambi studenti di Winters all'epoca.

### Riprese
Le riprese sono iniziate il 10 agosto 1964.
Il backlot dello studio utilizzato per la sequenza di inseguimenti in auto è il Warner Bros. Ranch Facility a Burbank, che è stato utilizzato anche per la sequenza di inseguimenti in auto in Bikini Beach. La spiaggia utilizzata per le scene di pallavolo e la canzone "Among the Young" di Donna Loren è Paradise Cove a Malibu.
Susan Hart ha affermato che il filmato della seconda unità è stato successivamente girato dove le sue gambe sono state sostituite da quelle di un'altra persona.

## Musica
Guy Hemric e Jerry Styner hanno scritto tutte le canzoni ascoltate nel film e diverse melodie sono state raccolte e utilizzate per la colonna sonora del compositore Les Baxter. Il supervisore della musica era Al Simms.
Annette Funicello esegue:
- "Pajama Party" – title track
- "It's That Kind of Day", con il cast
- "Stuffed Animal"

Funicello e Tommy Kirk cantano: 
- "There Has to Be a Reason";

Dorothy Lamour canta:
- "Where Did I Go Wrong";

Donna Loren canta: 
- "Among the Young."

La band di Los Angeles The Nooney Rickett 4 (che l'anno seguente apparirà nel film sulle feste in spiaggia della Columbia Winter A Go-Go) fa il backup di "Among the Young" e viene mostrato mentre esegue il backup di "Pajama Party". La band esegue anche una versione strumentale di "Among the Young" nel film - intitolata "Beach Ball" - e viene mostrata mentre esegue uno strumentale di "It's That Kind of Day."

## Accoglienza
John L. Scott del Los Angeles Times ha dichiarato: "La compagnia AIP organizza uno spettacolo frenetico e divertente. Le prestazioni individuali sono standard per questo tipo di immagine, che significa 'uomo solido'." Variety ha scritto: "Prima c'è un forte accento sulla pulchritudine e la quasi-nudità attraverso un breve abbigliamento", aggiungendo che la sceneggiatura "non fa alcuno sforzo per mantenere la narrazione tesa o logica." The Monthly Film Bulletin affermava: "Le canzoni pop sono deboli, la parodia della banda di cuoio nero è troppo completamente separata dalla realtà, l'elemento fantascientifico non scende da terra e le numerose adolescenti quasi nude le parti sono totalmente sintetiche nella loro esuberanza. Don Weis ha un modo fluido di agire, ma non può fare nulla della narrativa caotica, delle gag in esecuzione letalmente insondabili e delle insipide scene d'amore."
La popolarità del film ha visto apparire Buster Keaton in numerosi film AIP prima della sua morte.